# Michel Périn (cyclisme)
Pour les articles homonymes, voir Michel Périn et Périn.
Michel Périn, né le 20 mai 1947 à Lavardac (Lot-et-Garonne), est un coureur cycliste français, professionnel de 1968 à 1977.

## Palmarès

### Palmarès amateur
- 1966
  - Une étape du Tour du Bordelais
- 1967
  -  Champion de France militaires sur route
  - 2e du Tour du Bordelais
  - 2e du championnat de France des sociétés

### Palmarès professionnel
- 1968
  - 3e du championnat de France sur route
  - 3e de Bordeaux-Saintes
- 1969
  - 3e de Gênes-Nice
  - 3e de Paris-Camembert
  - 3e de Bordeaux-Paris
  - 8e de Paris-Luxembourg
- 1970
  - 9e des Quatre Jours de Dunkerque
- 1971
  - Grand Prix du canton d'Argovie
  - 3e du Grand Prix de Cannes
  - 3e de Gênes-Nice
  - 7e du Grand Prix du Midi libre
- 1972
  - 2e de la Route nivernaise
  - 2e du Grand Prix de Cannes
  - 3e du championnat de France sur route

- 1973
  - 2e du Tour de l'Oise
  - 7e du Tour de France
- 1974

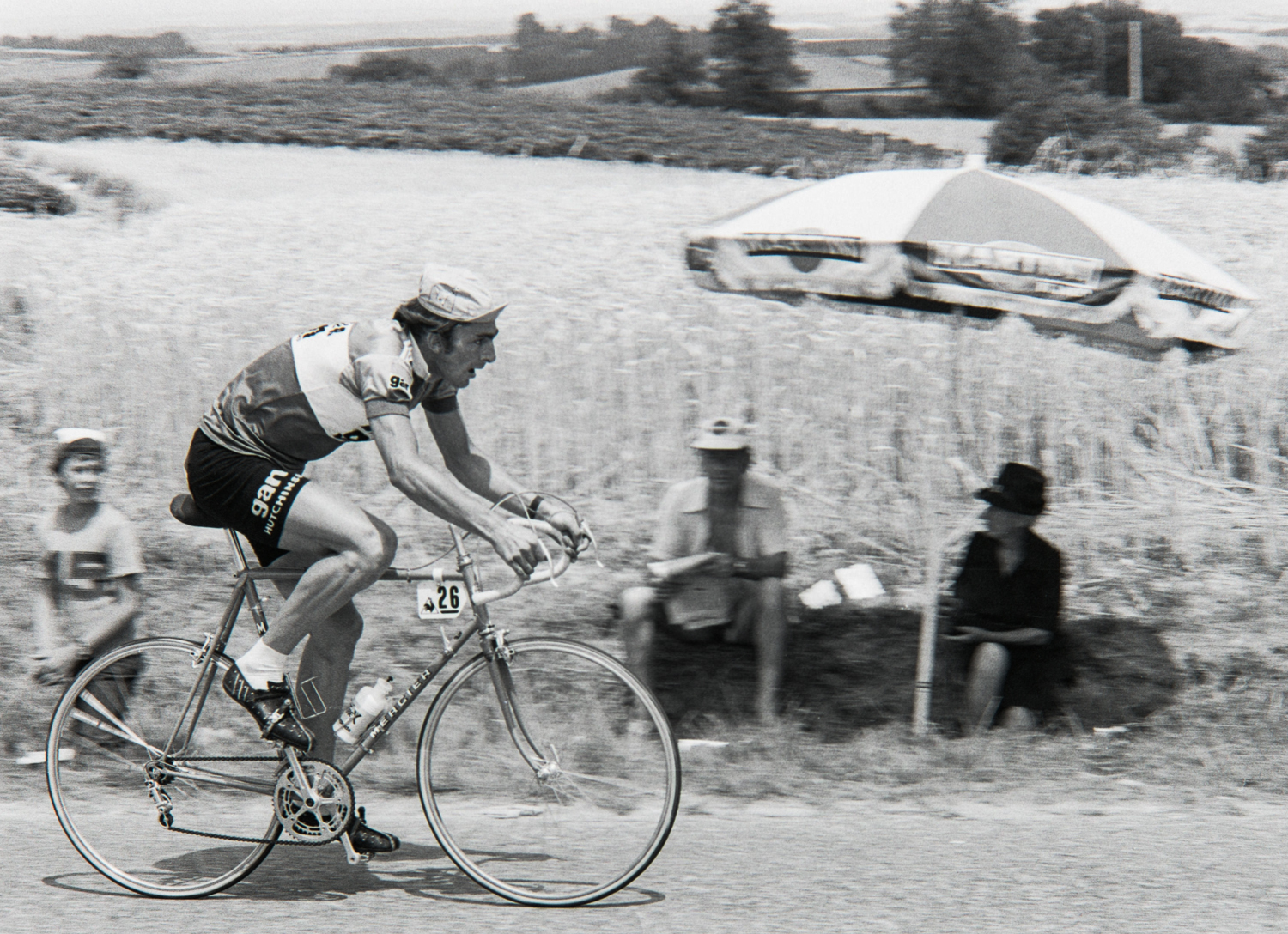
Michel Périn lors du Tour de France 1976.

  - Prologue du Tour de Romandie (contre-la-montre par équipes)
  - 9e du Grand Prix du Midi libre
  - 10e de Paris-Roubaix
- 1975
  - 2e du Tour de l'Aude
  - 9e du Grand Prix du Midi libre
  - 10e du Tour de Romandie
- 1976
  - 7e des Quatre Jours de Dunkerque
- 1977
  - Le Samyn

## Résultats sur le Tour de France
7 participations
- 1970 : 79e
- 1971 : 23e
- 1972 : 19e
- 1973 : 7e
- 1974 : 16e
- 1975 : abandon (16e étape)
- 1976 : 40e